# 安定坊
31°13′19″N 121°25′32″E / 31.22202°N 121.42568°E
安定坊，即现在的上海市长宁区江苏路284弄3~31号，是上海市一处居民小区。2005年，该小区的大部分建筑被列为第四批上海市优秀历史建筑。

## 简介
该小区建于1936年，为花园洋房里弄。均为砖木假三层结构欧式住宅，其中多为假三层西班牙式花园住宅。建筑平面活泼，门窗均带拱券，外墙面有干粘鹅卵石作面层，卫生、水电设备齐全，建设时每户都带有花园，并以篱笆、围墙分割；建成时共五栋18幢房屋，建筑总面积为1476平方米。

## 知名人物与事件
安定坊5号，又称疾风迅雨楼，为英国乡村式建筑，假三层楼联体别墅。1949年至1966年9月3日间，傅雷夫妇一家在此定居。1966年9月3日，傅雷夫妇在住所双双系在窗框上自缢而亡。

## 图片

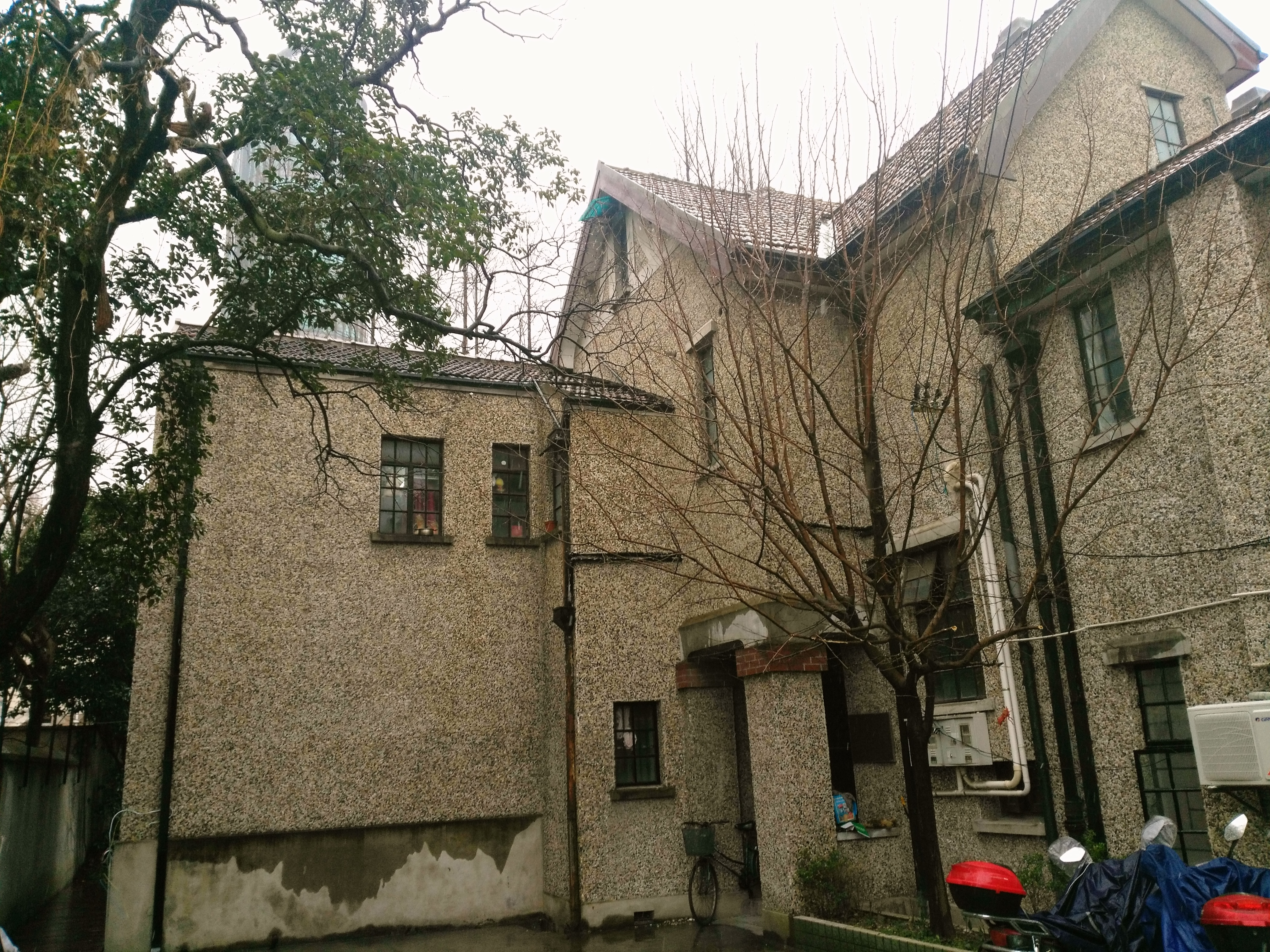
安定坊5号"疾风迅雨楼"，傅雷故居。门口有一块长宁区人民政府设置的傅雷纪念石牌，即图中楼栋门口的黑色块状物体。因未能征得进入院门的许可，故未拍摄。
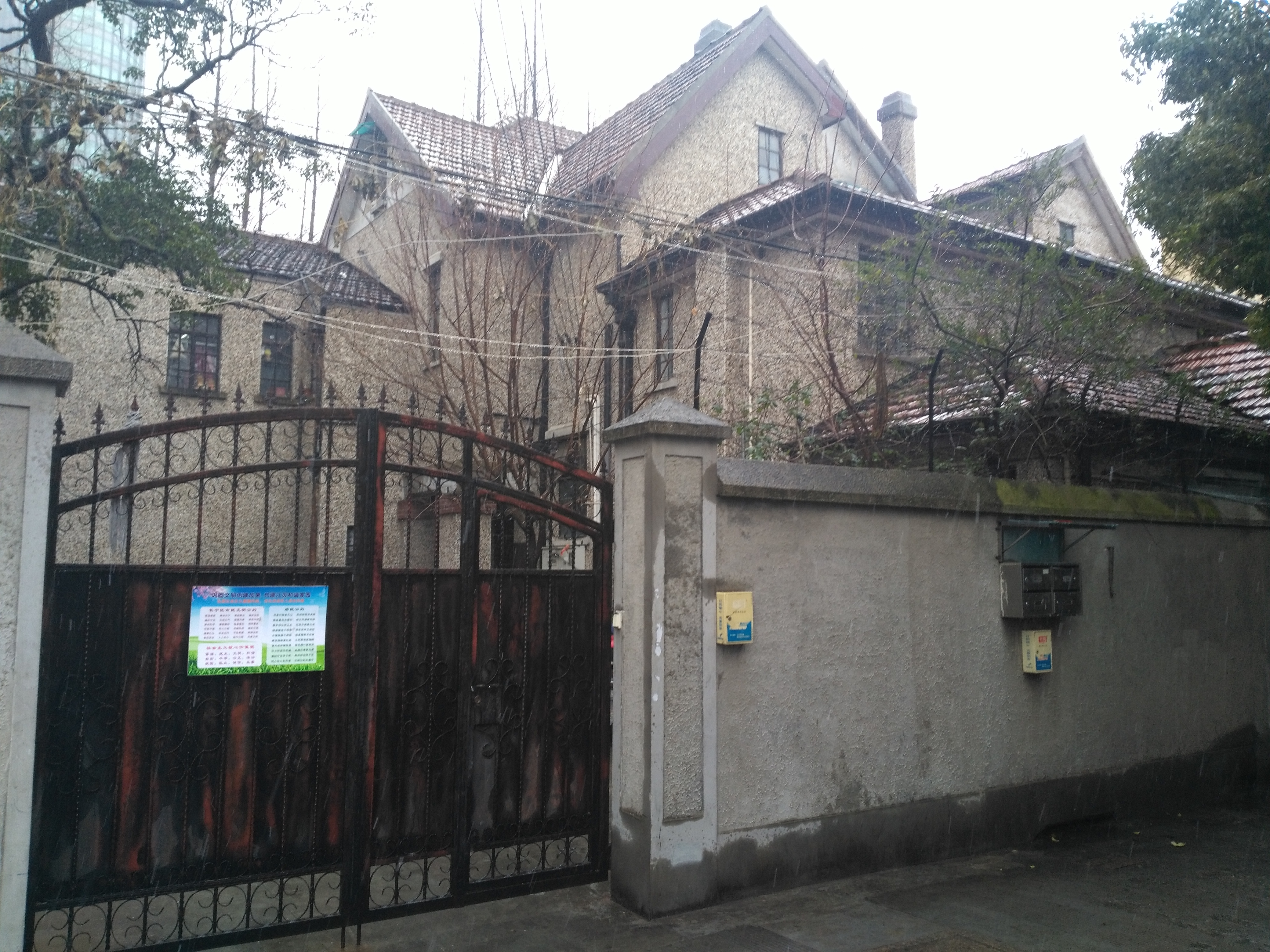
疾风迅雨楼外侧
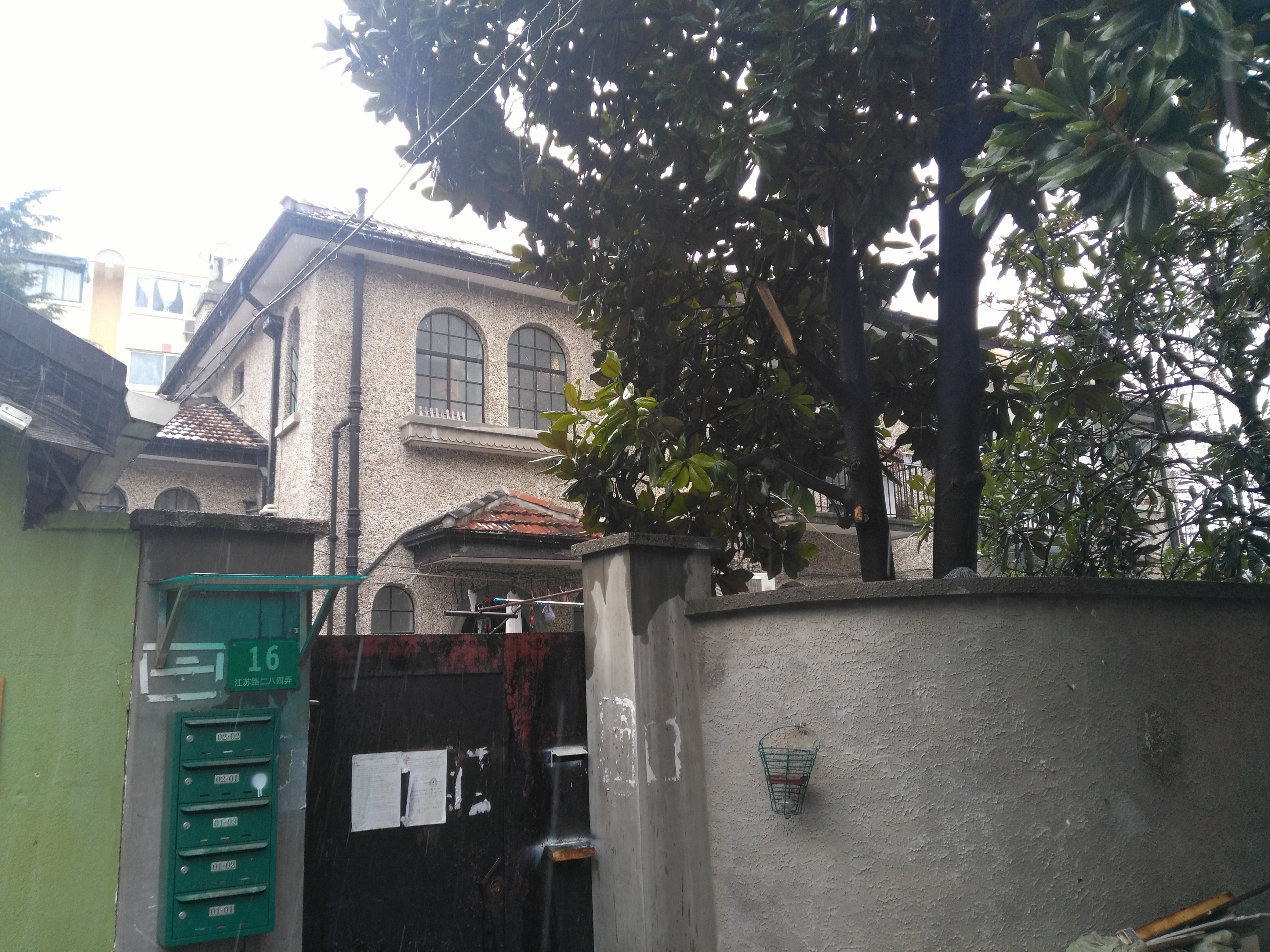
安定坊16号
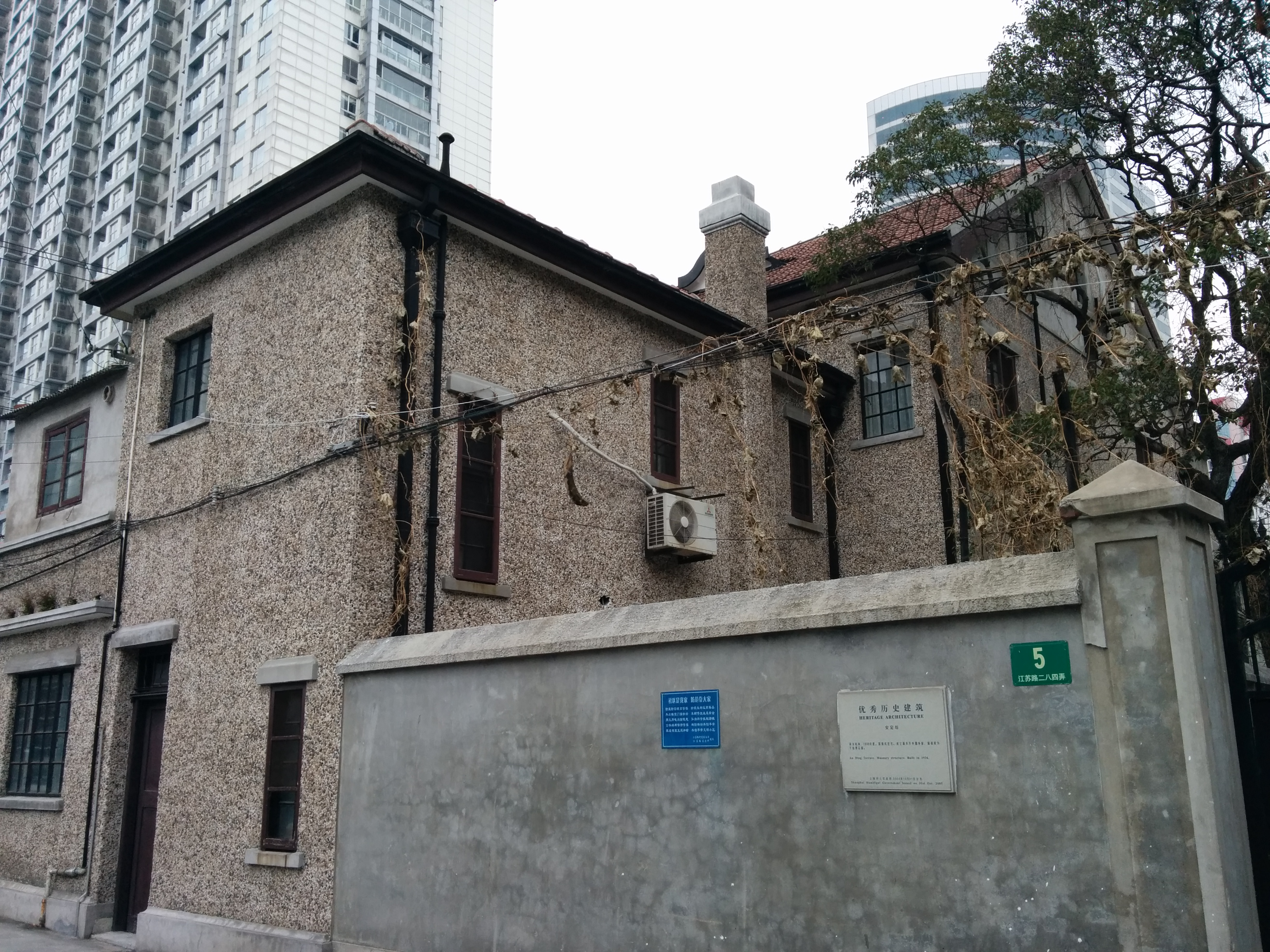
安定坊3号，自江苏路拓宽工程完工后，此建筑为此小区最靠近江苏路的建筑。

## 备注
1. 1 2  现存且受保护的为其中19个门牌号：3号、5号、7号、9号、10~12号、14~19号和27号[1][2]。其他门牌的建筑均不受保护，江苏路284弄1号已经在1992年5月的江苏路拓宽工程中作为沿街建筑被拆除[3]。江苏路284弄另曾有上海基督教惠慕堂，正对284弄1、3、5号，但最迟到上世纪90年代，284弄之2、4、6号已经不见于《上海住宅建筑志》；原址今为江苏路站8号口。[4]